# Wereldkampioenschap superbike van Valencia 2010
Het wereldkampioenschap superbike van Valencia 2010 was de derde ronde van het wereldkampioenschap superbike en het wereldkampioenschap Supersport 2010. De races werden verreden op 11 april 2010 op het Circuit Ricardo Tormo Valencia nabij Cheste, Spanje.

## Superbike

### Race 1
| Pos | Nr  | Rijder            | Constructeur | Rondes | Tijd          | Grid | Punten |
| --- | --- | ----------------- | ------------ | ------ | ------------- | ---- | ------ |
| 1   | 91  | Leon Haslam       | Suzuki       | 23     | 36:47.723     | 4    | 25     |
| 2   | 3   | Max Biaggi        | Aprilia      | 23     | +1.757        | 3    | 20     |
| 3   | 52  | James Toseland    | Yamaha       | 23     | +3.621        | 9    | 16     |
| 4   | 11  | Troy Corser       | BMW          | 23     | +4.209        | 5    | 13     |
| 5   | 41  | Noriyuki Haga     | Ducati       | 23     | +4.378        | 11   | 11     |
| 6   | 65  | Jonathan Rea      | Honda        | 23     | +9.834        | 7    | 10     |
| 7   | 35  | Cal Crutchlow     | Yamaha       | 23     | +10.466       | 1    | 9      |
| 8   | 57  | Lorenzo Lanzi     | Ducati       | 23     | +16.080       | 8    | 8      |
| 9   | 50  | Sylvain Guintoli  | Suzuki       | 23     | +18.382       | 6    | 7      |
| 10  | 96  | Jakub Smrž        | Ducati       | 23     | +18.589       | 14   | 6      |
| 11  | 66  | Tom Sykes         | Kawasaki     | 23     | +22.903       | 18   | 5      |
| 12  | 111 | Rubén Xaus        | BMW          | 23     | +25.203       | 17   | 4      |
| 13  | 76  | Max Neukirchner   | Honda        | 23     | +25.676       | 16   | 3      |
| 14  | 99  | Luca Scassa       | Ducati       | 23     | +26.606       | 15   | 2      |
| 15  | 88  | Andrew Pitt       | BMW          | 23     | +43.797       | 19   | 1      |
| 16  | 95  | Roger Lee Hayden  | Kawasaki     | 23     | +48.094       | 22   |        |
| 17  | 15  | Matteo Baiocco    | Kawasaki     | 23     | +48.190       | 21   |        |
| 18  | 17  | Simon Andrews     | Kawasaki     | 23     | +52.863       | 23   |        |
| DNF | 31  | Vittorio Iannuzzo | Honda        | 12     | Ongeluk       | 24   |        |
| DNF | 2   | Leon Camier       | Aprilia      | 7      | Ongeluk       | 13   |        |
| DNF | 84  | Michel Fabrizio   | Ducati       | 5      | Ongeluk       | 10   |        |
| DNF | 67  | Shane Byrne       | Ducati       | 5      | Ongeluk       | 12   |        |
| DNF | 7   | Carlos Checa      | Ducati       | 2      | Uitgevallen   | 2    |        |
| DNF | 123 | Roland Resch      | BMW          | 2      | Uitgevallen   | 25   |        |
| DNS | 32  | Sheridan Morais   | Honda        | 0      | Did not start | 20   |        |

### Race 2
De race werd afgebroken na 3 ronden vanwege een ongeluk tussen Simon Andrews en Vittorio Iannuzzo. De race werd later herstart over een lengte van 20 ronden. De uitslagen van deze races werden bij elkaar opgeteld zodat hier een einduitslag uit opgemaakt kon worden.
| Pos | Nr  | Rijder            | Constructeur | Rondes | Tijd              | Grid | Punten |
| --- | --- | ----------------- | ------------ | ------ | ----------------- | ---- | ------ |
| 1   | 41  | Noriyuki Haga     | Ducati       | 23     | 36:51.500         | 11   | 25     |
| 2   | 7   | Carlos Checa      | Ducati       | 23     | +0.025            | 2    | 20     |
| 3   | 3   | Max Biaggi        | Aprilia      | 23     | +0.299            | 3    | 16     |
| 4   | 91  | Leon Haslam       | Suzuki       | 23     | +10.100           | 4    | 13     |
| 5   | 65  | Jonathan Rea      | Honda        | 23     | +12.811           | 7    | 11     |
| 6   | 50  | Sylvain Guintoli  | Suzuki       | 23     | +13.459           | 6    | 10     |
| 7   | 52  | James Toseland    | Yamaha       | 23     | +14.845           | 9    | 9      |
| 8   | 67  | Shane Byrne       | Ducati       | 23     | +14.861           | 12   | 8      |
| 9   | 35  | Cal Crutchlow     | Yamaha       | 23     | +15.202           | 1    | 7      |
| 10  | 96  | Jakub Smrž        | Ducati       | 23     | +18.071           | 14   | 6      |
| 11  | 111 | Rubén Xaus        | BMW          | 23     | +25.179           | 17   | 5      |
| 12  | 11  | Troy Corser       | BMW          | 23     | +26.116           | 5    | 4      |
| 13  | 57  | Lorenzo Lanzi     | Ducati       | 23     | +30.189           | 8    | 3      |
| 14  | 99  | Luca Scassa       | Ducati       | 23     | +30.387           | 15   | 2      |
| 15  | 66  | Tom Sykes         | Kawasaki     | 23     | +35.741           | 18   | 1      |
| 16  | 88  | Andrew Pitt       | BMW          | 23     | +43.244           | 19   |        |
| 17  | 76  | Max Neukirchner   | Honda        | 23     | +43.540           | 16   |        |
| 18  | 123 | Roland Resch      | BMW          | 23     | +47.145           | 25   |        |
| 19  | 95  | Roger Lee Hayden  | Kawasaki     | 23     | +48.502           | 22   |        |
| 20  | 15  | Matteo Baiocco    | Kawasaki     | 23     | +51.838           | 21   |        |
| DNF | 84  | Michel Fabrizio   | Ducati       | 15     | Uitgevallen       | 10   |        |
| DNF | 2   | Leon Camier       | Aprilia      | 12     | Ongeluk           | 13   |        |
| DNF | 17  | Simon Andrews     | Kawasaki     | 3      | Ongeluk in race 1 | 23   |        |
| DNF | 31  | Vittorio Iannuzzo | Honda        | 3      | Ongeluk in race 1 | 24   |        |
| DNS | 32  | Sheridan Morais   | Honda        | 0      | Niet gestart      | 20   |        |

## Supersport
| Pos | Nr  | Rijder            | Constructeur | Rondes | Tijd                | Grid | Punten |
| --- | --- | ----------------- | ------------ | ------ | ------------------- | ---- | ------ |
| 1   | 26  | Joan Lascorz      | Kawasaki     | 23     | 37:32.610           | 2    | 25     |
| 2   | 54  | Kenan Sofuoğlu    | Honda        | 23     | +3.193              | 3    | 20     |
| 3   | 7   | Chaz Davies       | Triumph      | 23     | +5.417              | 6    | 16     |
| 4   | 25  | David Salom       | Triumph      | 23     | +8.317              | 5    | 13     |
| 5   | 50  | Eugene Laverty    | Honda        | 23     | +10.757             | 1    | 11     |
| 6   | 4   | Gino Rea          | Honda        | 23     | +38.866             | 12   | 10     |
| 7   | 14  | Matthieu Lagrive  | Triumph      | 23     | +38.926             | 13   | 9      |
| 8   | 5   | Alexander Lundh   | Honda        | 23     | +50.902             | 15   | 8      |
| 9   | 127 | Robbin Harms      | Honda        | 23     | +56.653             | 10   | 7      |
| 10  | 99  | Fabien Foret      | Kawasaki     | 23     | +1:01.495           | 7    | 6      |
| 11  | 51  | Michele Pirro     | Honda        | 23     | +1:06.573           | 8    | 5      |
| 12  | 117 | Miguel Praia      | Honda        | 23     | +1:18.142           | 14   | 4      |
| DNF | 33  | Paola Cazzola     | Honda        | 10     | Uitgevallen         | 19   |        |
| DNF | 40  | Jason DiSalvo     | Triumph      | 5      | Uitgevallen         | 9    |        |
| DNF | 37  | Katsuaki Fujiwara | Kawasaki     | 2      | Ongeluk             | 4    |        |
| DNF | 8   | Bastien Chesaux   | Honda        | 2      | Ongeluk             | 17   |        |
| DNF | 55  | Massimo Roccoli   | Honda        | 1      | Ongeluk             | 11   |        |
| DNF | 9   | Danilo Dell'Omo   | Honda        | 1      | Uitgevallen         | 18   |        |
| DNF | 85  | Alessio Palumbo   | Kawasaki     | 0      | Ongeluk             | 16   |        |
| DNQ | 24  | Eduard Blokhin    | Yamaha       | 0      | Niet gekwalificeerd |      |        |

## Tussenstanden na wedstrijd

### Superbike
| Pos | Nr | Rijder        | Team    | Punten |
| --- | -- | ------------- | ------- | ------ |
| 1   | 91 | Leon Haslam   | Suzuki  | 123    |
| 2   | 3  | Max Biaggi    | Aprilia | 105    |
| 3   | 7  | Carlos Checa  | Ducati  | 80     |
| 4   | 41 | Noriyuki Haga | Ducati  | 79     |
| 5   | 65 | Jonathan Rea  | Honda   | 60     |

### Supersport
| Pos | Nr | Rijder         | Team     | Punten |
| --- | -- | -------------- | -------- | ------ |
| 1   | 26 | Joan Lascorz   | Kawasaki | 65     |
| 2   | 54 | Kenan Sofuoğlu | Honda    | 61     |
| 3   | 50 | Eugene Laverty | Honda    | 41     |
| 4   | 7  | Chaz Davies    | Triumph  | 33     |
| 5   | 25 | David Salom    | Triumph  | 32     |

2000 · 2001 · 2002 · 2003 · 2004 · 2005 · 2006 · 2007 · 2008 · 2009 · 2010